# أبو راس الناصري الجزائري
الحافظ محمد أبو راس الجربي الناصري المعسكري الهُذَلي الجزائري هو محمد أبو راس بن أحمد بن ناصر الراشدي علاّمة ومحقق في العلوم الإسلامية وحافظ للحديث النبوي من الجزائر.
وُلِد بنواحي مدينة معسكر بالجزائر يوم 8 صفر 1165هـ/ 27 ديسمبر 1751م، وتوفي، يوم 15 شعبان 1238هـ/ 27 أفريل 1823م، ودُفن بمعسكر.
وكان قد شارك في الجهاد لفتح مدينة وهران سنة 1206هـ/ 1795م، إلى جنب الباي محمد بن عثمان. له اسهامات كثيرة في علوم الحديث والقرءان والأنساب وله مؤلفات عدة في هذا المجال.
يعتبر ثاني كبار رجالات مدينة معسكر الجزائرية بعد الأمير عبد القادر لذا سميت عدة منشات في المنطقة باسمه خاصة العلمية والثقافية منها.

## حياته

### نسبـه ومولده
هو محمد أبو راس بن أحمد بن عبد القادر بن محمد بن أحمد بن الناصر بن عبد الله بن عبد الجليل.
ولد يوم 8 صفر 1165 هــ / 27 ديسمبر 1751 م في منطقة وزَّغْت بين جبل كرسوط وهونت جنوبي مدينة معسكر.

### أسرته
أمّه اسمها (زولة)، وكان يشبّهها بالسيدة رابعة العدوية في زهدها وخشيتها، وكان أبوه من القرّاء الماهرين، والأساتذة المشهورين. جدّه وصفه بأعجوبة الزمان في الولاية والصلاح والفضل الفضيل.
وعلى نهجهم كان أخته السيّدة (حليمة) وأخواه بن عمر وعبد القادر.

### تعليمه
تعلّم الشيخ أبو راس على والده أول الأمر، فحفظ على يديه معظم القرآن الكريم، لكنّه أتقنه على يد الشيخ منصور الضرير.درس الشيخ أبو راس على علماء (معسكر)، ومنهم:
- محمد بن مولاي بن سحنون قاضي معسكر.
- الشيخ علي بن الشنين.
- الشيخ عبد القادر المشرفي صاحب كتاب بهجة الناظر
- الشيخ مرتضى الزَّبيدي صاحب تاج العروس وهو الذي لقّبه بالحافظ، أخذ عنه في القاهرة.
- الشيخ عبد الرحمن التادلي (من علماء المغرب)
- الشيخ أحمد بن عبد الله السوسي (من علماء تونس).
- الشيخ أحمد بن عمّار الجزائري (صاحب الرحلة الشهيرة) وهو من فقهاء (مدينة الجزائر) وشعرائها

كما انتقل الشيخ أبو راس إلى مدينة (مازونة) وانكب يأخذ من كبار أشياخها خاصة في الفقه ومختصر خليل.
مكتبة المذاهب الأربعة
أسّس الشيخ أبو راس بوسط مدينة معسكر مدرسة عرفت بالمدرسة المحمدية أو مكتبة المذاهب الأربعة، وذلك لتحرره العلمي في ذلك الزمان المعروف بالتعصّب، فقد كان يُفتي طلبته بالمذاهب الأربعة المعروفة عند أهل السنة والجماعة، وقد بلغ عدد من حضر دروسه فيها المئات.

## رحلاته
عرف أبي راس الناصري بكثرة رحلاته إلى الأمصار مقلدا بذلك السابقين من العلماء، حيث تقول الأستاذة سميرة أنساعد :
«لم يكتفي أبو رأس الناصري بالتنقل بين مدن الغرب الجزائري فحسب بل تنقل إلى مدينة الجزائر فقسنطينة، ثم تونس ومصر والحجاز ثم الشام وفلسطين وكان بدء سفره إلى المشرق سنة 1204هـ وعرف أبوراس الناصري في هذه البلدان بعلمه الواسع وكثرة حفظه، حتى لقب في مصر بشيخ الإسلام وصار عند المصريين شهيرا بعد امتحانهم له "»
وفي نفس المنوال يقول عنه الدكتور عبد الحق زريوخ :
| أبو راس الناصري الجزائري | ثمّ ركب البحر إلى مصر، ولقي بها أهل العلم والأدب، منهم الشّيخ مرتضى الذي روى عنه أوائل "الصّحيحين"، و"رسالة القشيري" في التصوّف، و"مختصر العين"، و"مختصر الكنز الراقي" كما لقي الشيخ عصمان الحنبلي الذي قرأ عليه المذهب الحنبلي... | أبو راس الناصري الجزائري |

ثمّ رحل إلى مكّة، واجتمع بعلمائها وفقهائها، كالعلامة عبد الملك الحنفي المفتي الشّامي القلعي (ت 1229هـ) الذي أخذ عنه بعضاً من الحديث، ونبذة من «الكنز»، وشيئاً من التفسير ومثل مفتي الشّافعية عبد الغني، ومفتي المالكية الحسين المغربي الذي جالسه طويلاً، كما اجتمع، بمكّة، بالشّيخ العارف المشارك عبد الرّحمن التّادلي المغربي، وقرأ عليه شرح العارف بالله ابن عبّاد على «الحكم» ثمّ طوّف بالمدينة المشرّفة، وكان له بها مناظرات وأبحاث مع علمائها ويبدو أنّ هذه الرِّحلة كانت رحلة روحية، لأنّ أبا راس وجد الفرصة في زيارة ضريح المصطفى صلى الله عليه وسلم، وضريحي صاحبيه أبي بكر وعمر  وقبور الصّحابة بالبقيع.
ثمّ رحل إلى الشّام، وتحدّث إلى علمائها في مسألة من "الحبس" نصّ عليها الشّيخ أبو زكريا ابن الحطّاب (ت 995هـ) ونهاية، رجعوا إلى رأيه ووافقوه بعد الدّليل القاطع، بل جمعوا له مالاً كثيراً عندما أراد السّفر تكريماً له وتعظيماً، وبعد ذلك، دخل "الرّملة" إحدى مدن فلسطين، ولقي مفتِيها وعلماءَها، وكان بينهم مفاوضات حول "الدّخان" و"القهوة"، فأجابهم بما ذكره نصّ أبي السّعود (ت 951هـ)، فأكرموا وِفادته، وبعدها، رحل إلى غزّة فزار قبر هاشم ثالث آباء النبي ﷺ، ولقي علماءها وأعيانها، فأكرموا ضيافته وكان بينه، كعادته، وبينهم مناظرات في مسائل مختلفة، اعترفوا له بها بالفضل وسعة العلم، إلاّ أنّه لم يجد عالماً واحداً يعوِّل عليه كما يذكرعندما غادر إلى العريش.
كما تتلمذ على كثير من العلماء والفقهاء في عصره، فنهل من علمهم وارتوى من مشربهم حيث يقول عن نفسه، أن أول من تتلمذ على يده والده الشيخ أحمد الذي قرأ عليه شيئا من سورة البقرة، ثم الشيخ علي التلاوي والشيخ منصور الضراري والشيخ علي بن شنين وكثيرا من العلماء والمشايخ كما تذكر كتب التاريخ التي تروي حياته مما قوى علمه وأنمى معارفه فكان بذلك من كبار علماء معسكر، كما تذكر هذه الكتب أيضا أنه تتلمذ على يده الكثير من فقهاء معسكر في المدرسة التي كانت تسمى المدرسة المحمدية، التي كان بها أكثر من سبعة مائة طالب في زمن كانت معسكر تسمى فيه مصر الصغرى على عكس ما توصف به معسكر اليوم من قبل أناس لا يعرفون عنها إلا الاسم فقط.
لم تكن حياته تخلو من المغامرة والدسائس، حيث رمي من قبل خصومه الحاسدين بالمشاركة في ثورة درقاوة ضد الأتراك 1217 هـ/1802 م خاصة وأنه كان مقرب من الحاكم التركي حينها، مما جعله يهرب إلى الجبال، حتى أنطفئت نار الغضب، فعاد إلى معسكر وألف كتاب بعنوان «درء الشقاوة في حرب درقاوة».

## تلامذته
لقد كان تلامذته بالمئات، وربّما أكثر، ومعظم علماء معسكر وناحيتها تعلّم عليه، منهم:
- محمد بن علي السنوسي.
- ومن صغار تلاميذه فخر الجزائر (الأمير عبد القادر)

## وفاته
توفي الشيخ أبو راس بعد أن عاش أزيد من سبعين سنة، وذلك في عام 1238هـ/ 1823م، بعد حياة حافلة بالنشاط العلمي، ودفن في قلب مدينة معسكر، بحي بابا علي.

## مؤلّفاته
أبو راس من العلماء المكثرين في التأليف، فإنه كان يفخر بكونه لا يعلم أحدا الّف أكثر منه إلا جلال الدين السيوطي 
فقال: «ما أعلم أحدا أكثَرَ التآليف -بعده- غيري، والكمال لله»
ترك مؤلفات وكتب كثيرة تتجاوز أو تفوق المائة كتاب في الفقه والتاريخ، من أشهرها حسب تصنيف الدكتور عبد الحق زريوخ وفق المواضيع المدروسة:

### القرآن
1. «مجمع البحرين، ومطلع البدرين، بفتح الجليل، للعبد الذّليل، في التّيسير إلى علم التّفسير»، في ثلاثة أسفار.
2. «تقييد على الخرّاز» و«الدّرر اللّوامع» و«الطِّراز».

### الحديث
1. «الآيات البيِّنات، في شرح دلائل الخيرات»
2. «مفاتيح الجنّة وأسناها، في الأحاديث التي اختلف العلماء في معناها».
3. «السّيف المنتضى، فيما رويت بأسانيد الشّيخ مرتضى».

### الفقه
1. «درّة عقد الحواشي، على جيد شرحي الزّرقاني والخراشي» في ستّة أسفار.
2. «الأحكام الجوازل، في نُبذ من النّوازل».
3. «نظم عجيب في فروع، قليل نصّها مع كثرة الوقوع».
4. «الكوكب الدّرّي، في الرّدّ بالجدري».
5. «النّبذة المنيفة، في ترتيب فقه أبي حنيفة».
6. «المدارك في ترتيب فقه الإمام مالك».

### النّحو
1. «الدرّة اليتيمة التي لا يبلغ لها قيمة».
2. «النكت الوفية، بشرح المكودي على الألفية».
3. «عماد الزّهّاد، في إعراب: كلا شيء وجئت بلا زاد».
4. «نفي الخصاصة في إحصاء تراجم الخلاصة».

### المذاهب
1. «رحمة الأمّة في اختلاف الأئمّة».
2. «تشنيف الأسماع، في مسائل الإجماع».
3. «جزيل المواهب، في اختلاف الأربعة المذاهب».
4. «قاصي الوهاد، في مقدِّمة الاجتهاد».

### التّوحيد والتّصوّف
1. «الزّهر الأكم، في شرح الحكم»(27).
2. «الحاوي لنبذ من التّوحيد والتصوف والأولياء والفتاوى».
3. «كفاية المعتقد، ونكاية المنتقد» على شرح الكبرى للشّيخ السّنوسي.
4. «شرح العقد النّفيس، في ذكر الأعيان من أولياء غريس».
5. «التّشوّف إلى مذهب التّصوّف».

### التاريخ
1. "زهرة الشّماريخ في علم التاريخ
2. «المنى والسّول، من أوّل الخليقة إلى بعثة الرّسول».
3. "درّ السّحابة، فيمن دخل المغرب من الصّحابة.
4. «درّء الشّقاوة في حروب درقاوة».
5. «المعالم الدّالّة على الفرق الضّالّة».
6. «الوسائل إلى معرفة القبائل».
7. «الحلل السّندسية فيما جرى بالعدوة الأندلسية».
8. "روضة السّلوان المؤلّفة بمرسى تيطوان.
9. «ذيل القرطاس في ملوك بني وطّاس».
10. . «مروج الذّهب في نبذة من النّسب، ومن انتمى إلى الشّرف وذهب».
11. . «الخبر المعلوم في كلّ من اخترع نوعاً من أنواع العلوم».
12. . «تاريخ جربة».
13. ."عجائب الأسفار، ولطائف الأخبار"، والمسمّى أيضاً "غريب الأخبار عمّا كان في وهران والأندلس مع الكفار

### اللّغة
1. «ضياء القابوس على كتاب القاموس».
2. «رفيع الأثمان في لغة الولائم الثِّمان».

### البيان
«نيل الأماني على مختصر سعد الدين التّفتازاني».

### المنطق
«القول المسلّم في شرح السّلم»، وهو شرح على سلم الأخضري.

### الأصول
«شرح المحلَّى».

### العروض
«شرح مشكاة الأنوار، التي يكاد زيتها يضيء ولو لم تمسَسْه نار».

### الشّروح الأدبية
1.شرح المقامات:
1.1. «النّزهة الأميرية في شرح المقامات الحريرية».
2.1. «الحلل الحريرية في شرح المقامات الحريرية».
2.شرح القصائد:
1.2. «البشائر والإسعاد، في رح بانت سعاد».
2.2. «نيل الأرب في شرح لامية العرب».
3.2. «كل الصّيد في جوف الفرا».
4.2. «إزالة الوجم عن قصيدة لامية العجم».
5.2. «الوصيد في شرح سلوانية الصّيد».
6.2. "الدّرّة الأنيقة في شرح العقيقة.
7.2. «طراز شرح المرداسي لقصيدة المنداسي».
8.2. «الحلّة السّعدية في شرح القصيدة السّعيدية».
9.2. «الجُمان في شرح قصيدة أبي عثمان».
10.2. "نظم الأديب الحسيب، الجامع بين المدح والنّسيب والتّشبيب.
11.2. «الرِّياض المرضية في شرح الغوثية».
12.2. «لبّ أفياخي في عدّة أشياخي».
13.2. «حلّتي ونحلتي في تعدّد رحلتي».
14.2. «الفوائد المخبتة في الأجوبة المُسكتة».

## كُتب عنه في العصر الحديث
- يقول عنه الدكتور عبد الحق زريوخ «هو أبو راس أحمد بن ناصر الراشدي العلامة المحقق والبحر الجامع المتدفق اللافظ بل هو ليث الدين أوثق أساس وأضوأ نبراس الإمام القدوة المتفنن» ولد بنواحي معسكر في يوم 8 صفر 1165 هـ الموافق 27 ديسمبر 1751 م وتوفى في يوم 15 شعبان 1238 هـ الموافق 27 أفريل 1823 م ودفن بمعسكر.
- أما الشيخ بن حنيفة العابدين المعسكري فيقول في محاضرة له بعنوان «قطوف من حياة أبي راس الناصري» أن ولادته كانت سنة 1150هـ ويعتمد في هذا القول على كتاب يُعزي أنه قد أُلُّف بعده بوقت قصير وهو «القول الأحوط في بيان ما تداول من العلوم والكتب بالمغربين الأقصى والأوسط».
- أما الأستاذة سميرة أنساعد فتقول عن مولده | أبو راس الناصري الجزائري | إذ كان مولده سنة 1150 هـ /1757م قرب جبل كرسوط بالغرب الجزائري ثم نشأ وعاش فقيرا، توفيت أمه ثم أبوه فكفله بعدهما أخوه الأكبر الذي سافر إلى معسكر وهناك حفظ أبي راس الناصري القرأن الكريم وتعلم الأحكام ثم الفقه فكان له أن درس منذ صغره في مازونة كتاب مختصر خليل المغربي وأشتهر بذلك ثم تولى القضاء في قرية غريس قرب معسكر، ثم رجع إليها أي معسكر ليزاول التعليم مدة ست وثلاثين سنة متتالية | أبو راس الناصري الجزائري |

### قيل فيه
يقول أبو القاسم الحفناوي في كتابه: تعريف الخلف برجال السلف بما أنه من أوثق المصادر المعتمدة في تراجم الرجال بالمغرب العربي:
| أبو راس الناصري الجزائري | العلامة المحقق الحافظ البحر الجامع المتدفق اللافظ من هو ليث الدين أوثق أساس وأضوأ نبراس الإمام القدوة المتفنن سيدي محمد أبو راس بن أحمد بن ناصر الراشدي الناصري كان رحمه الله ورضي عنه إماما في المعقول والمنقول وإليه يرجع في الفروع والأصول ورحل في طلب العلم واكتساب المعارف، وافى الأفاضل من أهل مصر وتونس وفاس وأخذ عنهم التالد والطارف ودرس وأفاد ورفع منار العلم وأشاد وكان يدعى في زمانه الحافظ لقوة حفظه وتمكنه متى شاء من استحضار مسائله حتى كأنّ العلوم كتبت بين عينيه وله تآليف مفيدة بديعة سارت بها لعزتها الركبان واشتدت إليها لنفاستها رغبة القاصي والدان فمنها رحلته التي ذكر فيها سياحته للمشرق والمغرب وذكر من لقي فيها من الأعيان وجرت فيه المذاكرة بينهم وما يتنزه الطرف فيه ويتعجب ومنها حاشيته على الخرشي مع الزرقاني زحاشيته على السعد وحاشيته على المكودي وشرح مقامات الحريرية وشرح الشمقمقية وشرح حلله السندسية وكتاب التأسيس وكتاب درء الشقاوة وغير ذلك توفي رحمه الله تعالى ورضي عنه ونفعنا ببركاته عام ثمان وثلاثين ومائتين وألف (1238) وقد جاوز التسعين وصلى عليه ألف وخمسمائة نفس بتحرير من حضر جلهم حملة قرآن وعلماء واشراف وكان إمام الجميع تلميذه سيدي أحمد الدائح رحمه الله ودفن بمعسكر على شاطئ النهر الفاصل بين داخل البلد وقريته بابا علي وعليه بناء مشهور أهـ. وصلى الله على سيدنا محمد وآله وصحبه وسلم تسليما. | أبو راس الناصري الجزائري |